# Inglês americano
O inglês americano ou inglês norte-americano, também conhecido como inglês estadunidense, é o conjunto das variações linguísticas da língua inglesa que são nativas dos Estados Unidos.
O inglês é a língua mais amplamente falada nos Estados Unidos, e alem disso é o idioma mais geralmente utilizado pelo governo federativo,e por extensão em todas as leis e a educação obrigatória. Mesmo que não seja o idioma estabelecido ao longo de todo o país, e o idioma oficial em nível federal, o inglês é considerado " de facto" a língua que goza do estatuto de oficial em 32 dos 50 estados.
O inglês americano e o inglês britânico (BrE) geralmente diferem nos níveis de fonologia, fonética, vocabulário e, em muito menor grau, gramática e ortografia. O primeiro grande dicionário americano, An American Dictionary of the English Language, conhecido como Webster's Dictionary, foi escrito por Noah Webster em 1828, codificando várias dessas grafias.
As diferenças na gramática são relativamente pequenas e normalmente não afetam a inteligibilidade mútua; estes incluem: tipicamente uma falta de diferenciação entre adjetivos e advérbios, empregando os adjetivos equivalentes como advérbios ele correu rápido/ele correu rápido; uso diferente de alguns verbos auxiliares; acordo formal (em vez de nocional) com substantivos coletivos; preferências diferentes para as formas passadas de alguns verbos (por exemplo, AmE/BrE: aprendeu/aprendeu, queimou/queimou, esgueirou-se, dove/mergulhou), embora as formas supostamente "britânicas" possam ocasionalmente ser vistas na escrita do inglês americano como Nós vamos; diferentes preposições e advérbios em determinados contextos (por exemplo, AmE na escola, BrE na escola); e se um artigo definido é usado ou não, em pouquíssimos casos (AmE para o hospital, BrE para o hospital; contraste, no entanto, AmE atriz Elizabeth Taylor, BrE a atriz Elizabeth Taylor). Muitas vezes, essas diferenças são mais uma questão de preferências relativas do que de regras absolutas; e a maioria não é estável, pois as duas variedades estão constantemente se influenciando,[3] e o inglês americano não é um conjunto padronizado de dialetos.

## Quadro comparativo
Quadro comparativo de alguns vocábulos do inglês americano, do inglês britânico e do português.
| Inglês americano | Inglês britânico | Português             |
| ---------------- | ---------------- | --------------------- |
| check            | cheque           | cheque                |
| gray             | grey             | cinzento, cinza       |
| omelet           | omelette         | omelete               |
| tire             | tyre             | pneu                  |
| color            | colour           | cor                   |
| labor            | labour           | trabalho              |
| center           | centre           | centro                |
| advice           | advise           | avisar                |
| defense          | defence          | defesa                |
| organize         | organise         | organizar             |
| realize          | realise          | realizar, compreender |
| analyze          | analyse          | analisar              |
| catalog          | catalogue        | catálogo              |
| canceled         | cancelled        | cancelado             |
| aging            | ageing           | envelhecimento        |